# خالتور
خالتور اصطلاحی است که در ایران برای توصیف موسیقی بی‌ارزش و مبتذل به کار می‌رود.

## ریشه
واژهٔ خالتور در فارسی از روسیِ «خالتورا» (به روسی: халтура)، به‌معنیِ «کار بی‌ارزش»، «کارِ (هنری یا ادبیِ) با کیفیتِ پایین»، «کارِ سرِهم‌بندی‌شده»، «آشغال» و «بُنجُل»، ریشه گرفته است. خالتور از زبان لاتین قرون وسطا به روسی وارد شده. تلفظ این واژه به صورت «خاله تورانی» و نسبت دادنش به شخص مجهولی به نام «خاله توران» ساختگی است و بنیانی ندارد.

## معنا
خالتور در موسیقی ایرانی به موسیقی مبتذل، بی‌ارزش، بدون کیفیت هنری و عمیقاً تجاری اشاره دارد. این لفظ می‌تواند برای توصیف چنین نوعی از موسیقی به کار برود («فلان خواننده خالتوری می‌خواند») یا برای توصیف اجراکنندگان چنین موسیقی به کار گرفته بشود («فلان خواننده خالتور است») یا حتی برای توصیف مجلسی که در آن چنین نوعی از موسیقی اجراشده استفاده بشود («الآن از خالتور بر می‌گردیم») استفاده از این لفظ نزد مطربان رایج است و گاه آن را «خارتور» نیز تلفظ می‌کنند. این لفظ (مانند لفظ «مطرب») دارای بار منفی است و تحقیرآمیز است.
امروزه خالتور بیشتر به موسیقی‌های بی‌محتوا گفته می‌شود.